# Шарду
Шарду (рум. Șardu) — село у повіті Клуж в Румунії. Входить до складу комуни Синпаул.
Село розташоване на відстані 341 км на північний захід від Бухареста, 18 км на північний захід від Клуж-Напоки.

## Населення
За даними перепису населення 2002 року у селі проживали 500 осіб, з них 496 осіб (99,2%) румунів. Рідною мовою 496 осіб (99,2%) назвали румунську.